# William Gilbert
|  | Per a altres significats, vegeu «W. S. Gilbert». |

William Gilbert (Colchester, 24 de maig de 1544 - Londres, 10 de desembre de 1603) fou un metge anglès, filòsof natural, i físic investigador en els camps del magnetisme i l'electricitat. Va ser el metge dels reis anglesos Elisabet I i Jaume I. També conegut com a Gilberd, va rebutjar apassionadament tant la filosofia aristotèlica imperant com el mètode escolàstic d'ensenyament universitari. Avui se'l recorda en gran part pel seu llibre De Magnete (1600).
Una unitat de força magnetomotriu, també coneguda com a potencial magnètic, va rebre el nom de gilbert en el seu honor; ara ha estat substituït per l’ampere espira.

## Biografia

### Primers anys

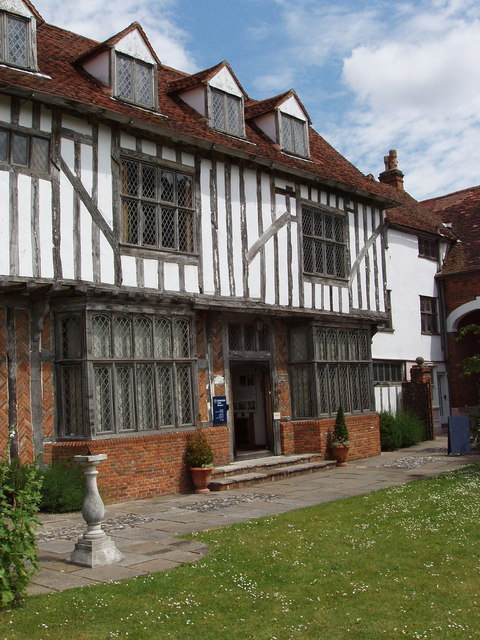
Timperleys, la casa del de la família Gilbert a Colchester.

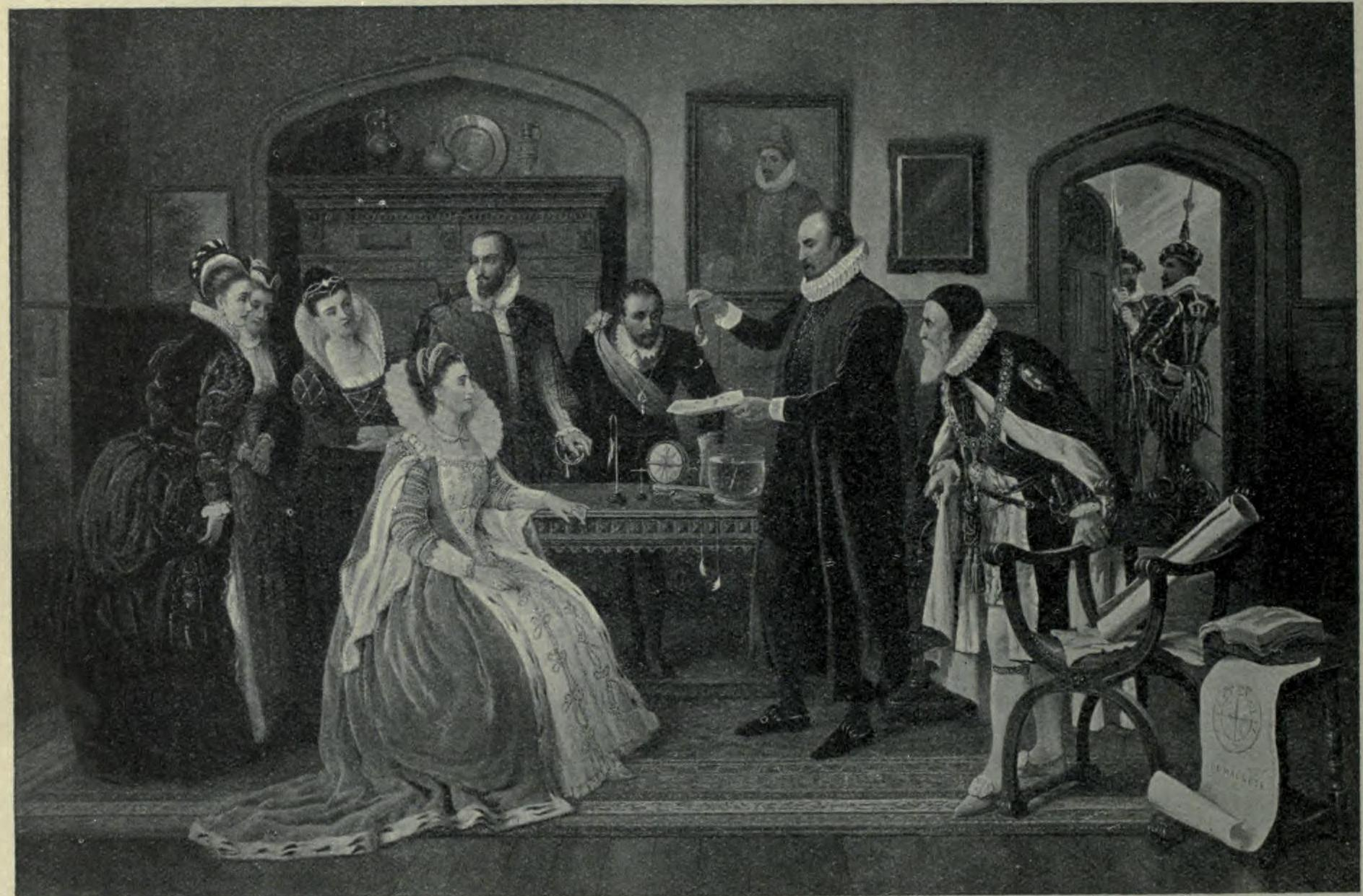
William Gilbert MD demostrant els seus experiments davant la reina Isabel I (pintura d'A. Auckland Hunt).

Gilbert va néixer a Colchester de Jerome Gilberd, un gravador de barri. Va estudiar al St John's College de Cambridge. Després d'obtenir el seu doctorat en medicina a Cambridge l'any 1569, i un breu període com a economista del St John's College, va marxar per practicar la medicina a Londres i va viatjar pel continent. El 1573, va ser elegit membre del Royal College of Physicians. L'any 1600 va ser elegit president del col·legi. Va ser el propi metge d’Isabel I des del 1601 fins a la seva mort el 1603, i Jaume VI i jo vam renovar el seu nomenament.

### Treball científic
El seu treball científic principal, molt inspirat en treballs anteriors de Robert Norman, va ser De Magnete, Magneticisque Corporibus, et de Magno Magnete Tellure (Sobre l'imant i els cossos magnètics, i sobre el gran imant la Terra) publicat a 1600. En aquest llibre descriu moltes de les seves experiències amb un model de terra anomenat terrella. D'aquestes experiències va concloure que la Terra és magnètica i que per això la brúixola indica el nord (fins aleshores es pensava que era degut a l'estrella polar o una gran illa magnètica en el pol Nord). Al seu llibre, va estudiar igualment l'electricitat estàtica utilitzant l'ambre, nom que a partir del grec elektron llatinitzat electricus va a passar a denominar l'electricitat (amb el significat «com l'ambre») gràcies a Gilbert.
Al llibre 6, capítol 3, argumenta a favor de la rotació diürna encara que no parla d'heliocentrisme, afirmant que és un absurd pensar que les immenses esferes celestes (dubtant fins i tot que existeixin) giren diàriament, en contraposició a les diürnes. rotació de la Terra molt més petita. També planteja que les estrelles fixes es troben a distàncies variables remotes en lloc de fixar-se en una esfera imaginària. Afirma que, situat «en l'èter més prim, o en la cinquena essència més subtil, o en el buit – Com es mantindran els estels el seu lloc en el poderós remolí d'aquestes enormes esferes compostes d'una substància de la qual ningú sap res?».

### Electricitat
La paraula electricitat va ser utilitzada per primera vegada l'any 1646 per Sir Thomas Browne, derivada del neolatí electricus de Gilbert de 1600, que significa com l'ambre. El terme s'utilitzava des del segle XIII, però Gilbert va ser el primer a utilitzar-lo per significar com l'ambre en les seves propietats atractives. Va reconèixer que la fricció amb aquests objectes eliminava l'anomenat efluvi, que provocaria l'efecte d'atracció en tornar a l'objecte, encara que no es va adonar que aquesta substància (càrrega elèctrica) era universal per a tots els materials. L'existència de l'electricitat ja era coneguda a l'antiguitat, però se'n desconeixia la manera de produir-la. El 1600 Gilbert n'exposà la teoria moderna, tot i que la recerca restà reduïda a l'obtenció de màquines productores per fricció i la manera d'utilitzar aquesta energia.
| «              | Els efluvis elèctrics difereixen molt de l'aire, i com l'aire és l'efluvi terrestre, els cossos elèctrics tenen els seus propis efluvis distintius; i cada efluvi peculiar té el seu propi poder individual de conduir a la unió, el seu propi moviment al seu origen, a la seva font i al cos que emet l'efluvi. | » |
| — Gilbert 1600 | |   |

En el seu llibre, també va estudiar l'electricitat estàtica utilitzant l'ambre; L'ambre s'anomena elektron en grec, així que Gilbert va decidir anomenar el seu efecte força elèctrica. Va inventar el primer instrument de mesura elèctric, l'electroscopi, en forma d'agulla pivotada que va anomenar versorium.
Com altres de la seva època, creia que el cristall (quars) era una forma d'aigua especialment dura, formada a partir de gel comprimit:
| «                                                                     | Les joies lúcides estan fetes d'aigua; de la mateixa manera que el cristall, que s'ha formigonat d'aigua clara, no sempre per un fred molt gran, com alguns solien jutjar, i per una gelada molt dura, sinó de vegades per una altra de menys severa, la naturalesa del sòl que la modela, l'humor. o els sucs que es tanquen en cavitats definides, de la manera com es produeixen espars a les mines. | » |
| — De Magnete, English translation by Silvanus Phillips Thompson, 1900 | |   |

### Magnetisme
Gilbert va argumentar que l'electricitat i el magnetisme no eren el mateix. Com a evidència, va assenyalar (incorrectament) que, mentre que l'atracció elèctrica va desaparèixer amb la calor, l'atracció magnètica no (tot i que està demostrat que el magnetisme de fet es fa malbé i es debilita amb la calor). Hans Christian Ørsted i James Clerk Maxwell van demostrar que ambdós efectes eren aspectes d'una sola força: l'electromagnetisme. Maxwell ho va suposar al seu Tractat sobre l'electricitat i el magnetisme després de moltes anàlisis.
El magnetisme de Gilbert va ser la força invisible que molts altres filòsofs naturals van aprofitar, incorrectament, com a governant els moviments que observaven. Encara que no atribuïa el magnetisme a l'atracció entre les estrelles, Gilbert va assenyalar que el moviment dels cels es devia a la rotació de la Terra, i no a la rotació de les esferes, 20 anys abans de Galileu (però 57 anys després de Copèrnic, que ho va declarar obertament a la seva obra De revolutionibus orbium coelestium publicat el 1543) (vegeu la referència externa més avall). Gilbert va fer el primer intent de cartografiar les marques superficials de la Lluna a la dècada de 1590. La seva carta, feta sense l'ús d'un telescopi, mostrava contorns de taques fosques i clares a la cara de la Lluna. Contràriament a la majoria dels seus contemporanis, Gilbert creia que les taques clares de la Lluna eren aigua, i les taques fosques terrestres.

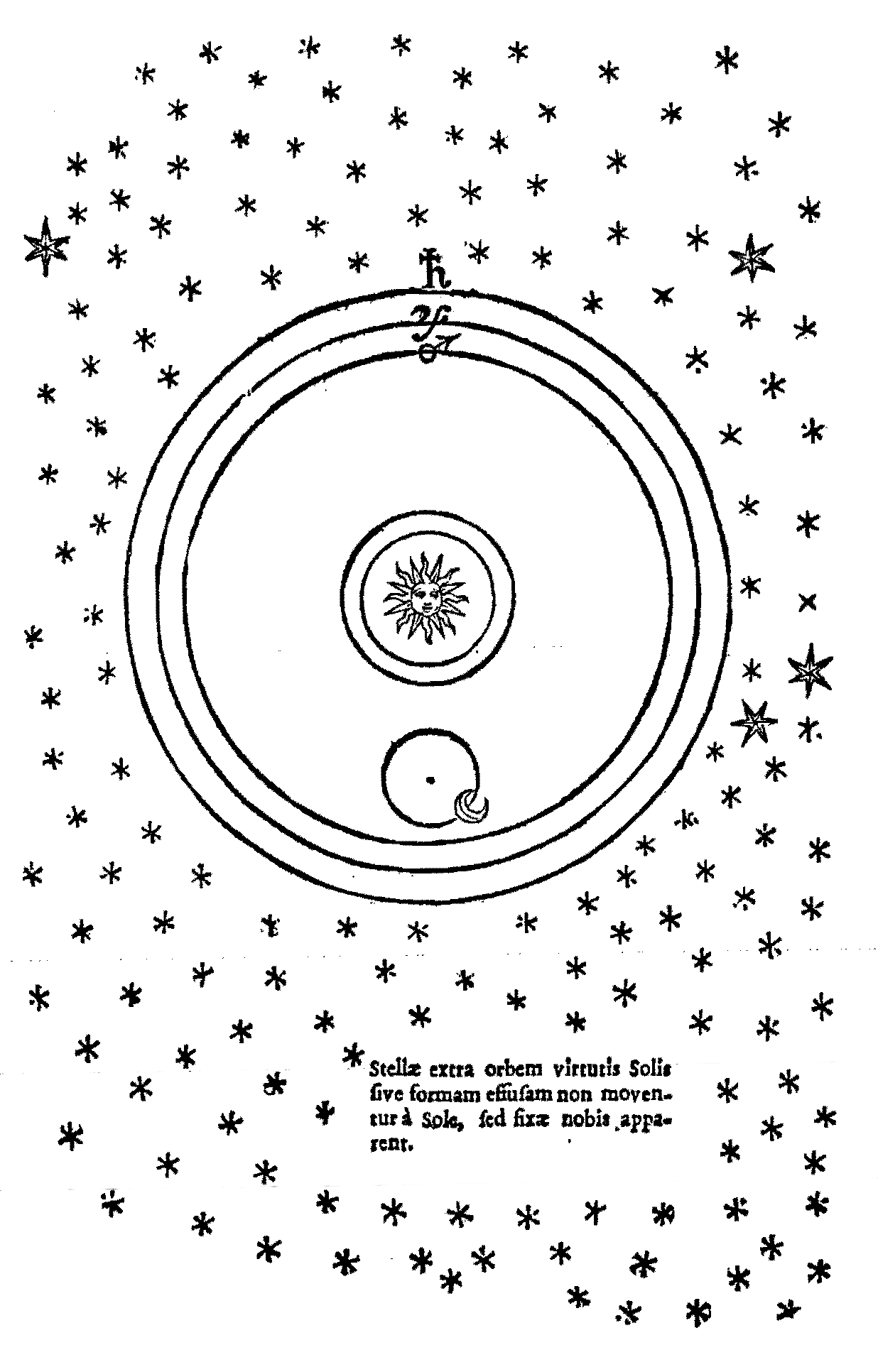
Diagrama de l'univers que apareix a la p202 de De Mundo

A més de De Magnete de Gilbert, l'any 1651 va aparèixer a Amsterdam un volum quart de 316 pàgines titulat De Mundo Nostro Sublunari Philosophia Nova (Nova filosofia sobre el nostre món sublunar), editat –uns quants diuen pel seu germà William Gilbert Junior, i d'altres diuen, per l'eminent erudit i crític anglès John Gruter - de dos manuscrits trobats a la biblioteca de Sir William Boswell. Segons John Davy, «aquesta obra de Gilbert, tan poc coneguda, és molt remarcable tant per l'estil com per la matèria; i hi pertanyen un vigor i una energia d'expressió molt adequats a la seva originalitat, coneixements minuciosos i pràctics de la filosofia natural que Bacon, la seva oposició a la filosofia escolàstica va ser més minuciosa i particular, i al mateix temps probablement una mica menys eficient». Segons l'opinió del Prof. John Robison, De Mundo consisteix en un intent d'establir un nou sistema de filosofia natural sobre les ruïnes de la doctrina aristotèlica.
William Whewell diu a la seva Història de les Ciències Inductives (1859):
| « | Gilbert, en el seu treball, De Magnete, imprès el 1600, té només algunes nocions vagues que la virtut magnètica de la terra determina d'alguna manera la direcció de l'eix terrestre, la velocitat de la seva rotació diürna i la de la revolució de la lluna al voltant. això. Gilbert va morir el 1603, i a la seva obra pòstuma (De Mundo nostro Sublunari Philosophia nova, 1631) ja tenim una declaració més clara de l'atracció d'un cos per un altre." La força que emana de la lluna arriba a la terra i, de la mateixa manera, la virtut magnètica de la terra impregna la regió de la lluna: totes dues es corresponen i conspiren per l'acció conjunta d'ambdós, segons una proporció i conformitat de moviments, però la terra té més efecte com a conseqüència de la seva massa superior la terra atrau i repel·leix, la lluna i la lluna dins de certs límits, no per fer que els cossos s'uneixin, com fan els cossos magnètics; perquè puguin continuar en un curs continu". Tot i que aquesta fraseologia és capaç de representar bona part de la veritat, no sembla haver estat connectada... amb qualsevol noció molt definida d'acció mecànica en detall. | » |

Gilbert va morir el 30 de novembre de 1603 a Londres. Es creu que la causa de la mort va ser la pesta bubònica.
Gilbert va ser enterrat a la seva ciutat natal, a l'església Holy Trinity, Colchester. Une el seu honor a la paret de marbre encara es pot veure en aquesta església saxona, ara desconsagrada i utilitzada com a cafè i mercat.

## Comentari sobre Gilbert
Francis Bacon mai va acceptar l'heliocentrisme copernicà i va ser crític amb el treball filosòfic de Gilbert en suport del moviment diürn de la Terra. La crítica de Bacon inclou les dues afirmacions següents. El primer es va repetir en tres de les seves obres: In the Advancement of Learning (1605), Novum Organum (1620) i De Augmentis (1623). La segona declaració més severa és de History of Heavy and Light Bodies publicada després de la mort de Bacon.
| « | Els alquimistes han fet una filosofia a partir d'uns quants experiments del forn i Gilbert, el nostre compatriota, n'ha fet una filosofia a partir d'observacions de la pedra. | » |

| « | [Gilbert] s'ha convertit ell mateix en un imant; és a dir, ha atribuït massa coses a aquesta força i ha construït un vaixell amb una closca. | » |

Thomas Thomson escriu a la seva Història de la Royal Society (1812):
| « | Les lleis magnètiques van ser generalitzades i explicades per primera vegada pel Dr. Gilbert, el llibre del qual sobre magnetisme publicat l'any 1600, és un dels millors exemples de filosofia inductiva que mai s'hagi presentat al món. És el més notable, perquè va precedir el Novum Organum de Bacon, en el qual es va explicar per primera vegada el mètode inductiu de filosofar. | » |

William Whewell escriu a la seva Història de les Ciències Inductives (1837/1859):
| « | Gilbert... afirma repetidament el valor primordial dels experiments. Ell mateix, sens dubte, va actuar d'acord amb els seus propis preceptes; perquè la seva obra conté tots els fets fonamentals de la ciència [del magnetisme], tan exhaustivament examinats, de fet, que fins i tot avui dia tenim poc a afegir-hi. | » |

L'historiador Henry Hallam va escriure sobre Gilbert a la seva Introducció a la literatura d'Europa als segles XV, XVI i XVII (1848):
| « | L'any 1600 va ser el primer en què Anglaterra va produir una obra notable en ciència física; però va ser suficient per aixecar una reputació duradora al seu autor. Gilbert, un metge, en el seu tractat en llatí sobre l'imant, no només va recollir tots els coneixements que altres havien tinguts sobre aquest tema, sinó que es va convertir alhora en el pare de la filosofia experimental en aquesta illa, i per una singular felicitat i agudesa de geni, el fundador de les teories que s'han revifat després del pas dels segles, i són gairebé universalment rebuts en el credo de la ciència. El magnetisme de la terra mateixa, la seva pròpia hipòtesi original, nova illa nostra et inaudita de tellure sententia [la nostra nova i sense precedents visió del planeta]... no era de cap manera una d'aquelles conjectures vagues que de vegades s'aplaudeixen indegudament... Es va basar en l'analogia dels fenòmens terrestres amb els exhibits pel que ell anomena terrella, o imant esfèric artificial.... Gilbert també va ser un dels primers copèrnics, almenys pel que fa a la rotació de la terra; i amb la seva habitual sagacitat va inferir, abans de la invenció del telescopi, que hi ha multitud d'estrelles fixes fora de l'abast de la nostra visió. | » |

Walter William Bryant, del Royal Observatory, Greenwich, va escriure al seu llibre Kepler (1920):
| « | Quan Gilbert de Colchester, a la seva "New Philosophy", basada en les seves investigacions sobre magnetisme, tractava de les marees, no va suggerir que la lluna atregués l'aigua, sinó que "els esperits i humors subterranis, que s'aixecaven en simpatia amb la lluna, fer que el mar també pugi i flueixi cap a les costes i rius amunt”. Sembla que una idea, presentada d'alguna manera com aquesta, va ser rebuda més fàcilment que una simple declaració. Aquest mètode anomenat filosòfic s'aplicava, de fet, de manera molt general, i Kepler, que compartia l'admiració de Galileu per l'obra de Gilbert, el va adoptar en el seu mateix intent d'estendre la idea de l'atracció magnètica als planetes. | » |

## Obres

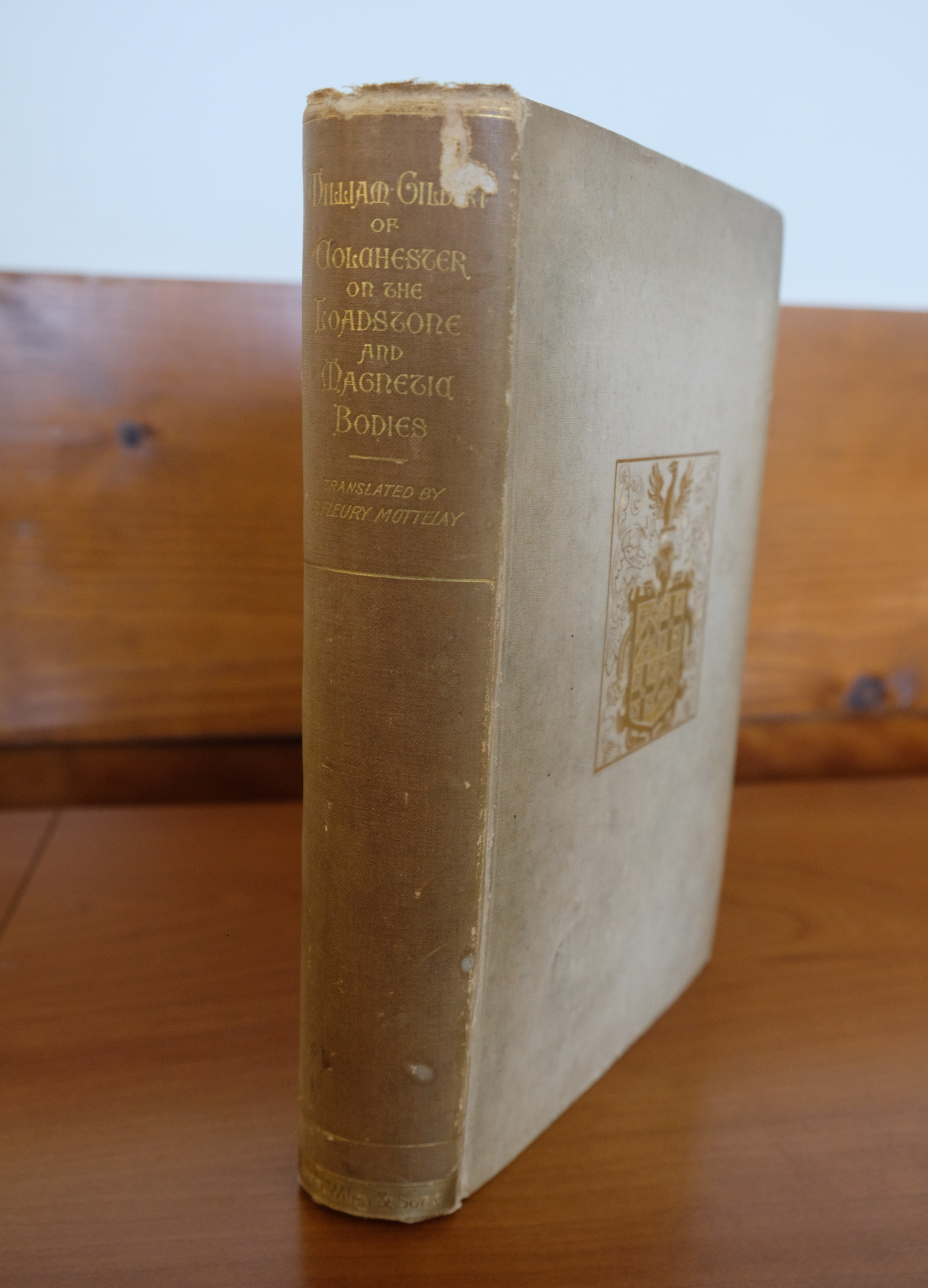
Còpia de 1893 de Sobre la pedra de càrrega i els cossos magnètics

- Gilbert, William. De Magnete, Magnetisque Corporoibus, et de Magno Magnete Tellure: Physiologia noua, Plurimis & Argumentis, & Experimentis Demonstrata (en llatí).  Londres: Peter Short, 1600.
  - Gilbert, William. On the Loadstone and Magnetic Bodies, and on That Great Magnet the Earth: A New Physiology, Demonstrated with Many Arguments and Experiments.  Nova York: John Wiley & Sons, 1893.
  - Gilbert, William. On the Magnet, Magnetic Bodies Also, and on the Great Magnet the Earth: A new Physiology, Demonstrated by Many Arguments & Experiments.  Londres: Chiswick Press, 1900.
- Gilbert, William; (Published posthumously. De Mundo Nostro Sublunari Philosophia Nova (en llatí).  Amsterdam: Apud Ludovicum Elzevirium, 1651.